# Grovella
Grovella (Gurflen-Gurfelen in tedesco, Gurfälu in walser) è una frazione del comune di Formazza (Provincia del Verbano-Cusio-Ossola).